# 大唐中兴颂
大唐中兴颂，又大唐中兴颂碑，指的是中国楷书四大家之一唐颜鲁公颜真卿所书、元结撰文的大唐中兴颂碑楷书书法作品艺术的统称，是颜体楷书造诣极高的作品之一。

## 颜真卿作品
| 时期     | 朝代 | 书法家 | 作品 |
| 隋唐五代 | 唐朝 | 颜真卿 | 大唐中兴颂、祭姪文稿、多宝塔碑、麻姑仙坛记、颜勤礼碑、颜氏家庙碑、东方朔画赞碑、刘中使帖、自书告身帖、争座位帖李玄靖碑、宋璟碑、元结碑、鲜于氏离堆记、郭家庙碑、干禄字书颂、夫子庙堂碑、祭伯父文稿、蔡明远帖、裴将军诗 |